# Iver Callø

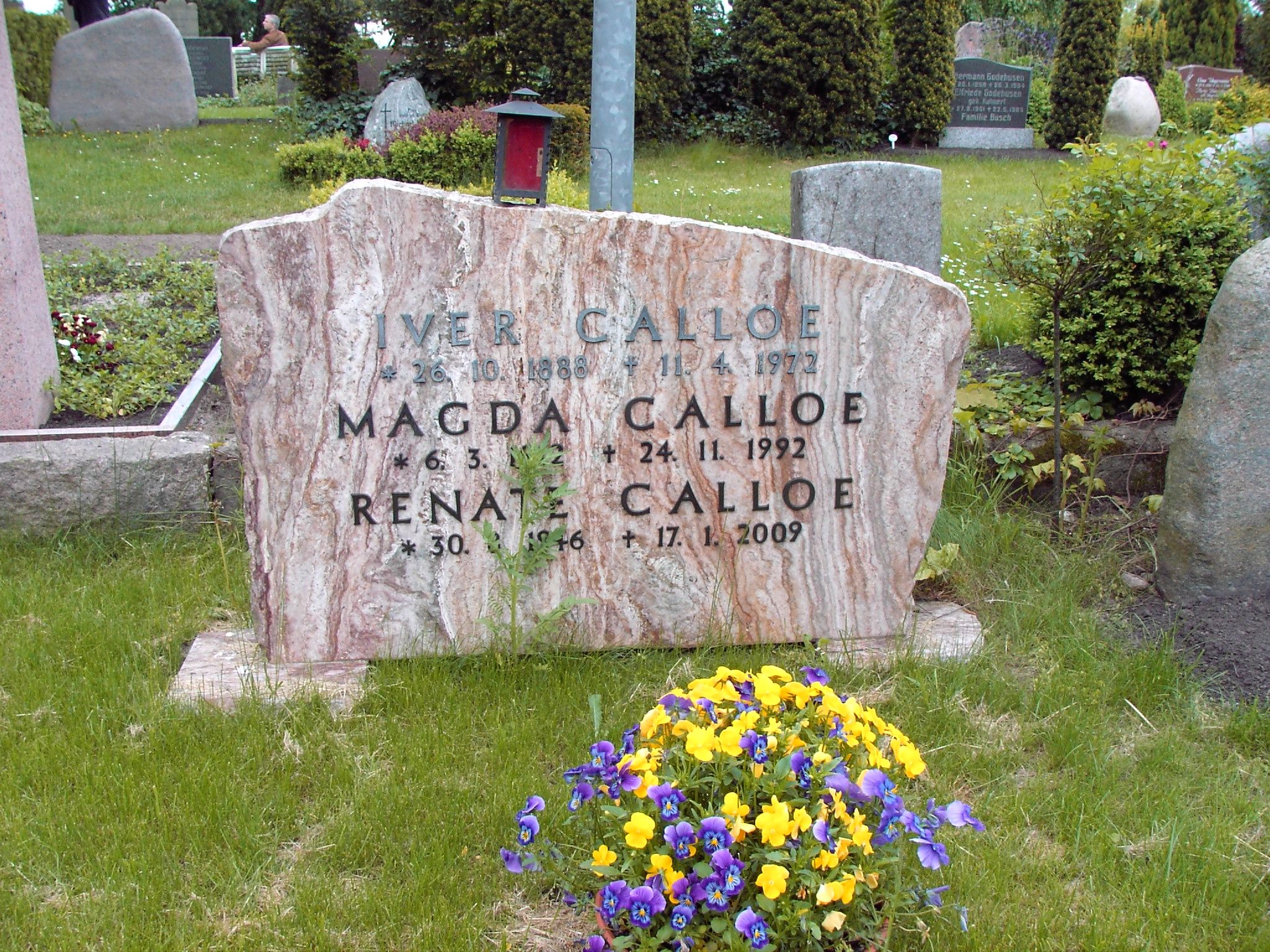
Iver Calløs Grabstein auf dem Friedhof der Borbyer Kirche

Iver Callø, deutsch: Callö, (* 26. Oktober 1888 in Erlev bei Haderslev; † 11. April 1972) war ein Politiker der dänischen Minderheit in Südschleswig.

## Leben und Beruf
Nach der Schule absolvierte Callø eine Lehre zum Bankkaufmann bei der Haderslebener Bank und arbeitete anschließend in Neumünster, Berlin und Eckernförde. Im Ersten Weltkrieg kämpfte er als Soldat in der deutschen Armee. 1920 machte er sich als Kaufmann in Eckernförde selbständig. Später betrieb er dort das Kino Hansa-Theater. 1945 war er Mitbegründer der dänischen Schule in Eckernförde. Bis 1948 war er dort auch örtlicher Vorsitzender des dänischen Kulturvereins SSV. 1969 wurde er für seine Verdienste um die dänische Minderheit mit der Guldnål (Goldnadel) des Sydslesvigsk Forening ausgezeichnet.

## Partei
Callø beantragte am 4. Juli 1937 die Aufnahme in die NSDAP und wurde rückwirkend zum 1. Mai desselben Jahres aufgenommen (Mitgliedsnummer 4.247.636). Danker und Lehmann-Himmel charakterisieren ihn in ihrer Studie über das Verhalten und die Einstellungen der Schleswig-Holsteinischen Landtagsabgeordneten und Regierungsmitglieder der Nachkriegszeit in der NS-Zeit als „politisch angepasst“. Er war 1948 Gründungsmitglied des SSW.

## Abgeordneter
Callø war Ratsherr in Eckernförde, wo er der SSW-Fraktion vorstand. Am 21. Januar 1954 rückte er für den Rest der Wahlperiode für seinen ausgeschiedenen Parteifreund Hermann Olson in den Landtag von Schleswig-Holstein nach.